# Demetrio Ducas Comneno Cutroule
Demetrio Ducas Comneno Cutroule Angelo successivamente chiamato Michele (in greco Δημήτριος (Μιχαήλ) Δούκας Κομνηνός Κουτρούλης Ἄγγελος?; fl. XIII-XIV secolo) era il terzo figlio del sovrano d'Epiro Michele II Comneno Ducas (1230-68), detto anche Cutroule, e di sua moglie Teodora di Arta.
Nel 1278 sposò Anna Comnena Paleologa, figlia dell'imperatore bizantino Michele VIII Paleologo (r. 1259-82), ricevendo dal suocero la suprema dignità di despota. Da questo matrimonio ebbe due figli, Andronico e Costantino. Da un secondo matrimonio con una figlia di Giorgio I Terter, zar di Bulgaria, ebbe altri numerosi figli.
È menzionato come combattente nelle file dell'esercito bizantino contro le truppe di Carlo I d'Angiò nell'assedio di Berat e, vent'anni dopo, contro gli Alani. Nel 1304 fu accusato di cospirare contro l'imperatore Andronico II Paleologo (r. 1282-1328) e fu imprigionato. Di lui non si sa più nulla.

## Ascendenza
|                        |   |                 | Genitori |  |  | Nonni |  |  | Bisnonni       |  |  | Trisnonni         |  |
|                        |   |                 |          |  |  |       |  |  | Giovanni Ducas |  |  | Costantino Angelo |  |
|                        |   |                 |          |  |  |       |  |  | Giovanni Ducas |  |  | Costantino Angelo |  |
|                        |   | Teodora Comnena |          |  |  |       |  |  | Giovanni Ducas |  |  |                   |  |
| Michele I d'Epiro      |   |                 |          |  |  |       |  |  | Giovanni Ducas |  |  |                   |  |
|                        |   | …               | …        |  |  |       |  |  |                |  |  |                   |  |
|                        |   | …               | …        |  |  |       |  |  |                |  |  |                   |  |
|                        |   | …               | …        |  |  |       |  |  |                |  |  |                   |  |
| Michele II d'Epiro     |   | …               |          |  |  |       |  |  |                |  |  |                   |  |
|                        |   | …               | …        |  |  |       |  |  |                |  |  |                   |  |
|                        |   | …               | …        |  |  |       |  |  |                |  |  |                   |  |
|                        |   | …               | …        |  |  |       |  |  |                |  |  |                   |  |
| Melissena              |   | …               |          |  |  |       |  |  |                |  |  |                   |  |
|                        |   | …               | …        |  |  |       |  |  |                |  |  |                   |  |
|                        |   | …               | …        |  |  |       |  |  |                |  |  |                   |  |
|                        |   | …               | …        |  |  |       |  |  |                |  |  |                   |  |
| Demetrio Ducas Comneno |   | …               |          |  |  |       |  |  |                |  |  |                   |  |
|                        | … | …               |          |  |  |       |  |  |                |  |  |                   |  |
|                        | … | …               |          |  |  |       |  |  |                |  |  |                   |  |
|                        | … | …               |          |  |  |       |  |  |                |  |  |                   |  |
| Giovanni Petralife     | … |                 |          |  |  |       |  |  |                |  |  |                   |  |
|                        |   | …               | …        |  |  |       |  |  |                |  |  |                   |  |
|                        |   | …               | …        |  |  |       |  |  |                |  |  |                   |  |
|                        |   | …               | …        |  |  |       |  |  |                |  |  |                   |  |
| Teodora di Arta        |   | …               |          |  |  |       |  |  |                |  |  |                   |  |
|                        |   | …               | …        |  |  |       |  |  |                |  |  |                   |  |
|                        |   | …               | …        |  |  |       |  |  |                |  |  |                   |  |
|                        |   | …               | …        |  |  |       |  |  |                |  |  |                   |  |
| Elena                  |   | …               |          |  |  |       |  |  |                |  |  |                   |  |
|                        |   | …               | …        |  |  |       |  |  |                |  |  |                   |  |
|                        |   | …               | …        |  |  |       |  |  |                |  |  |                   |  |
|                        |   | …               | …        |  |  |       |  |  |                |  |  |                   |  |
|                        |   | …               |          |  |  |       |  |  |                |  |  |                   |  |